# Cajuru
Cajuru is een gemeente in de Braziliaanse deelstaat São Paulo. De gemeente telt 24.313 inwoners (schatting 2009).

## Aangrenzende gemeenten
De gemeente grenst aan Altinópolis, Cássia dos Coqueiros, Mococa, Santo Antônio da Alegria, Santa Cruz da Esperança, Santa Rosa de Viterbo, São Simão en Tambaú.